# 太卜令
太卜令（たいぼくれい）は、古代の中国で占いをつかさどった官である。占う方法は、亀の甲を焼く亀卜と、筮竹を用いる卦など複数あった。天文と気象による占いは別で、太史令がつかさどった。

## 秦
秦の二世皇帝は、鹿を馬だと趙高と近臣に欺かれたとき、太卜に卦（筮竹の占い）で占わせた。太卜は祭祀のときの斎戒が不十分だからだと答えた。

## 前漢
奉常（のち太常）の下につき、次官に太卜丞がいた。
『史記』によれば、前漢では、高祖劉邦が秦の太卜の官を引き継がせた。世襲により技が衰えたたため、武帝が技量によって任命するように改め、人材が充実した。武帝の時代の太卜には、様々に異なる方法をきわめた専門家がいて吉凶を議論した。
しかるに『漢書』「百官公卿表」は、武帝が太初元年（紀元前104年）に初めて太卜を置いたとする。

## 後漢
後漢でも太常の下で、太卜令の秩石は600石であった。後に廃止され、その職務は太史令に含められた。

## 隋
隋では太常寺の下に太卜署があり、そこに長官の太卜令と次官の太卜丞が1人ずついた。他の職員は、卜師20人、相師10人、男覡16人、女巫8人、太卜博士2人、太卜助教2人、相博士1人、相助教1人であった。

## 唐
唐の太卜令も太卜署の長官である。太卜署では亀、五兆、易、式の四種の占いをおこなった。
『旧唐書』によれば太卜令の品階は従八品下で、正九品の太卜丞が1人、従九品下の卜正と卜博士が2人ずついた。
『新唐書』によれば太卜令は従七品下。従八品下の太卜丞が2人、従九品下の卜正と卜博士が2人ずついた。令・丞の品階と丞の人数が異なる。